# Lawrie Reilly
Lawrance „Lawrie” Reilly (ur. 28 października 1928 w Edynburgu, zm. 22 lipca 2013) – szkocki piłkarz, występujący na pozycji napastnika. Reprezentant kadry narodowej Szkocji. Przez całą zawodową karierę był związany ze szkockim klubem Hibernian. Wraz z zawodnikami: Gordon Smith, Eddie Turnbull, Willie Ormond oraz Bobby Johnstone zaliczany jest do tzw. Słynnej Piątki (ang. Famous Five) – piłkarzy Hibernian F.C., którzy mieli znaczący wpływ na zdobycie 3 tytułów mistrza Szkocji w latach: 1948, 1951 i 1952.